# Mykola Bilyk
Mykola Bilyk (o Nikola Bilyk) (Túnez, 28 de noviembre de 1996) es un jugador de balonmano austriaco, nacido en Túnez, que juega de lateral izquierdo en el THW Kiel. Es internacional con la selección de balonmano de Austria.
Fichó por el Kiel tras ser reconocido como uno de los mayores jóvenes talentos de balonmano en Europa.

## Palmarés

### Margareten
- Copa de Austria de balonmano (3): 2013, 2015, 2016

### Kiel
- Copa de Alemania de balonmano (3): 2017, 2019, 2022
- Copa EHF (1): 2019
- Liga de Alemania de balonmano (3): 2020, 2021, 2023
- Liga de Campeones de la EHF (1): 2020
- Supercopa de Alemania de balonmano (4): 2020, 2021, 2022, 2023

## Clubes
- HB Fivers Margareten (2012-2016)
- THW Kiel (2016-)[4]